# Brockhampton
Brockhampton, estilizado como BROCKHAMPTON, é uma boy band norte-americana de hip hop alternativo, formada em San Marcos, Texas em 2015. Atualmente residem na California. A banda foi parcialmente composta através do fórum de internet KanyeToThe, o que os levou a se descreverem como "A primeira boyband da Internet'. Eles lançaram sua primeira mixtape All-American Trash em 2016, seu primeiro álbum Saturation em 9 de Junho de 2017, seu segundo álbum Saturation II em 25 de Agosto de 2017, seu terceiro álbum Saturation III em 15 de Dezembro de 2017, encerrando a trilogia. Em 21 de Setembro de 2018, foi lançado o álbum de estúdio Iridescence, sendo o primeiro da trilogia The Best Years of Our Lives, e o quinto álbum Ginger foi lançado em 23 de Agosto de 2019. O grupo conseguiu tanto uma grande base de fãs através da Internet, como também aclamação por parte da crítica.

## História

### 2012-2014: AliveSinceForever
Brockhampton foi formada em 2012 pelos amigos de ensino médio Ian "Kevin Abstract" Simpson e Ameer Vann, sob o nome AliveSinceForever. Em 2013, AliveSinceForever fez seu primeiro lançamento com o EP "The ASF EP". Nessa época, a lineup consistia de Kevin Abstract, Ameer Vann, Dom McLennon e Mic Kurb. No fim de 2014, a banda AliveSinceForever se dissolveu apenas para se reunir novamente sob o nome Brockhampton.

### 2014-2016: Mudança de nome eAll-American Trash
Seguindo o lançamento de MTV1987 de Kevin Abstract, AliveSinceForever retorna como Brockhampton e incluindo vários novos membros, alguns deles foram recrutados através do fórum KanyeToThe. Em Janeiro de 2015, Brockhampton lança seu primeiro single, "BET I" acompanhado de um vídeo dirigido pelos membros Henock "HK" Sileshi e Franklin Mendez. Porém, em 2017, "BET I" é removido do YouTube e Soundcloud da banda, permanecendo disponível apenas no Spotify. Em 16 de Junho de 2015, Brockhampton lança seu segundo single, "HERO". No mesmo mês, Brockhampton vencem o concurso VFiles Loud, ganhando um vídeo profissional para seu próximo single "DIRT", lançado através da Fool's Gold Records.
Em 24 de Março de 2016, Brockhampton lança sua primeira mixtape, All-American Trash de graça. O projeto foca em dar protagonismo aos membros do grupo de forma individual. O mesmo foi seguido pelo vídeo "Flip Mo", com a performance de Merlyn Wood e participação especial de Dom McLennon.

### 2017: TrilogiaSaturation
Em Janeiro de 2017, Brockhampton lança um novo single seguido de um videoclipe, "Cannon". Em Maio de 2017, Brockhampton lança "Face", o primeiro vídeo e single promovendo seu primeiro álbum Saturation. Ao passar do mês, Brockhampton viria a lançar vários singles e videoclipes promovendo o álbum, incluindo "Heat", "Gold", e "Star". Todos os vídeos foram dirigidos por Kevin Abstract e filmados em sua vizinhança, localizada em South Central, Los Angeles, Califórnia. No mesmo mês, foi anunciado que a banda viria a ser assunto de uma futura série da Viceland, American Boyband, que viria a estrear em 8 de Junho de 2017. Um vídeo autônomo, intitulado "Lamb" é lançado em 8 de Junho de 2017. Em 9 de Junho de 2017, Saturation é lançado. Junto da aclamação crítica, surge maior interesse do público.
Seguindo o lançamento de Saturation, Kevin Abstract deixou claro que a banda já estava trabalhando na sequência, tentativamente intitulada Saturation II e que estaria para ser lançada em Agosto. Em 1 de Agosto de 2017, Brockhampton lança o primeiro single e videoclipe para Saturation II, intitulado "Gummy". Uma semana mais tarde, a banda lança o segundo single, intitulado "Swamp". Em 15 de Agosto, eles lançam o terceiro single, intitulado "Junky", e mais tarde no mesmo dia, eles anunciam via twitter a data de lançamento para Saturation II.
O último vídeo e single promovendo o álbum, intitulado "Sweet", é lançado em 22 de Agosto. No mesmo dia, a banda faz um lançamento surpresa do single "Follow". Logo em seguida Kevin Abstract anuncia via Twitter que a "Trilogia Saturation" seria concluída com Saturation III. Em 25 de Agosto, Saturation II é lançado, atraindo mais ainda a atenção da crítica e do público.
Em 14 de Setembro de 2017, Kevin Abstract revela que a trilogia será lançada em um boxset junto de uma compilação de demos não lançadas antes do fim do ano.
Em 1 de Dezembro, Brockhampton anuncia oficialmente Saturation III como o último álbum de estúdio da banda; contudo, mais tarde o grupo clarificou que isso não se tratava de uma declaração literal e que eles provavelmente lançariam mais álbuns. Em 12 de Dezembro, a banda lança o primeiro single para Saturation III seguido de um videoclipe, intitulado "Boogie".
Em 14 de Dezembro de 2017, Brockhampton anuncia seu quarto álbum de estúdio, Team Effort, com lançamento previsto para 2018, junto de um novo single para Saturation III, "Stains". Em 15 de Dezembro, Saturation III é lançado.

### 2017–2018: Saída de Ameer Vann eIridescence
Em 14 de dezembro de 2017, Brockhampton anunciou seu quarto álbum de estúdio, Team Effort, previsto para ser lançado em 2018, juntamente com um novo single de Saturation III, "Stains". O Saturation III foi liberado no dia 15 de dezembro para ainda mais aclamação da crítica. O grupo também filmou um longa-metragem para comemorar a trilogia Saturation. Em março de 2018, Brockhampton anunciou que Team Effort tinha sido atrasado indefinidamente, e que eles deveriam lançar seu quarto álbum de estúdio Puppy em meados de 2018. Na semana seguinte, eles anunciaram via mídia social que haviam assinado um contrato com a gravadora RCA Records da Sony. A Billboard informou que, de acordo com fontes da gravadora, o acordo valeu mais de US $ 15 milhões para seis álbuns em três anos.
Puppy foi adiado após alegações de má conduta sexual contra o membro fundador Ameer Vann. Embora Vann admitisse ser mentalmente e verbalmente abusivo, ele negou alegações de abuso sexual. Em 27 de maio, Brockhampton anunciou que Vann deixaria de fazer parte do grupo, afirmando que "foram enganados" e se desculparam "por não se manifestarem mais cedo". O grupo cancelou o restante das datas da turnê, incluindo uma aparição no Festival de Música do Governors Ball.
Em 20 de junho, a banda apareceu no The Tonight Show com Jimmy Fallon, em sua estréia na televisão tarde da noite, e sua primeira apresentação desde que anunciou a saída de Vann. Eles lançaram a faixa "Tonya", acompanhada pelos vocalistas convidados Jazmine Sullivan, Ryan Beatty e Serpentwithfeet, além de revelar o novo título de seu próximo álbum, The Best Year of Our Lives.' Após a apresentação, a banda retomou a turnê de verão, encabeçando o Festival da Agenda em Long Beach, na Califórnia. No mês seguinte, o grupo anunciou um programa de rádio do Beats 1, Things We Lost In The Fire Radio, prometendo "novas músicas durante todo o verão". O primeiro episódio do seriado foi ao ar em 06 de julho de 2018, com a estréia do single "1999 Wildfire", lançado naquele dia com um videoclipe de acompanhamento. A faixa apresenta vocais de Jazze Pha. Em 18 de julho, o single "1998 Truman" foi lançado como parte do segundo episódio da série. Um videoclipe para a faixa foi lançado no final daquele dia. Em 27 de julho, o grupo lançou o single "1997 Diana", acompanhado de um videoclipe. Mais tarde, naquele dia, a música foi apresentada no terceiro episódio de Things We Lost In The Fire Radio, ao lado da faixa inacabada "Don't Be Famous". Em 26 de agosto de 2018, o grupo anunciou que um novo álbum intitulado Iridescence, gravado no Abbey Road Studios, seria lançado em setembro. A banda também anunciou as datas da turnê de sua nova turnê, a turnê "I'll Be There", estilizada como "i'll be there". Iridescence foi lançado oficialmente em 21 de setembro, contendo quinze faixas, incluindo a versão de estúdio de "Tonya" sem Sullivan e Beatty, que emprestaram seus vocais na primeira apresentação da canção em junho de 2018.

## Membros

### Membros atuais
- Ian "Kevin Abstract" Simpson – vocais, diretor dos vídeos (2012-presente)
- William Andoh "Merlyn" Wood – vocais (2015-presente)
- Dominique "Dom McLennon" Simpson – vocais, produção (2013-presente)
- Matt Champion – vocais (2015-presente)
- Russell "JOBA" Boring – vocais, produção, engenharia (2015-presente)
- Ciarán "bearface" McDonald – vocais, produção (2015-presente)
- Romil Hemnani – produção (2015-presente)
- Jabari Manwa, como a duo Q3 (2015-presente)
- Isaiah "Kiko Merley" Merriweather, como a duo Q3 (2015-presente)
- Henock "HK" Sileshi – direção criativa (2015-presente)
- Robert Ontenient – webmaster (2015-presente)
- Jon Nunes – gerenciamento (2015-presente)[44]
- Ashlan Grey – fotografia (2016-presente)

### Membros anteriores
- Anish Ochani – gerenciamento (2015-17)
- Michael "Rodney Tenor" Kirby McGann – vocais (2015-16)
- Albert Gordon – produção (2015-16)
- Franklin Mendez – fotografia (2015)
- Grayson Glynn Carter – estilista (2015)
- Ameer Vann - Rapper (2012-18)

## Discografia

### Álbuns de estúdio
| Título         | Detalhe do álbum                                                                                               | Pico nas charts | Pico nas charts | Pico nas charts | Pico nas charts |
| Título         | Detalhe do álbum                                                                                               | US              | US R&B/HH       | CAN             | NZ              |
| -------------- | --- | --------------- | --------------- | --------------- | --------------- |
| Saturation     | - Lançamento: 9 de Junho de 2017 - Gravadora: Question Everything, Inc, Empire - Formato: Download digital     | —               | —               | —               | —               |
| Saturation II  | - Lançamento: 25 de Agosto de 2017 - Gravadora: Question Everything, Inc, Empire - Formato: Download digital   | 57              | 34              | 50              | 35              |
| Saturation III | - Lançamento: 15 de Dezembro de 2017 - Gravadora: Question Everything, Inc, Empire - Formato: Download digital | 15              | 5               | 59              | —               |
| Iridescence    | - Lançamento: 21 de Setembro de 2018 - Gravadora: Question Everything, Inc, Empire - Formato: Download digital | 1               | 1               | 6               | 1               |
| Ginger         | - Lançamento: 23 de Agosto de 2019 - Gravadora: Question Everything, Inc, Empire - Formato: Download digital   | —               | —               | —               | —               |

### Mixtapes
| Title              | Detalhe do álbum                                                                                |
| ------------------ | ----------------------------------------------------------------------------------------------- |
| All-American Trash | - Lançamento: 24 de Março de 2016 - Gravadora: BROCKHAMPTON Records - Formato: Download digital |

### Singles
| Título     | Ano  | Álbum              |
| ---------- | ---- | ------------------ |
| "Bet I"    | 2015 | singles sem álbuns |
| "Hero"     | 2015 | singles sem álbuns |
| "Dirt"     | 2015 | singles sem álbuns |
| "Cannon"   | 2017 | singles sem álbuns |
| "Face"     | 2017 | Saturation         |
| "Heat"     | 2017 | Saturation         |
| "Gold"     | 2017 | Saturation         |
| "Gummy"    | 2017 | Saturation II      |
| "Swamp"    | 2017 | Saturation II      |
| "Junky"    | 2017 | Saturation II      |
| "Sweet"    | 2017 | Saturation II      |
| "Boogie"   | 2017 | Saturation III     |
| "Stains"   | 2017 | Saturation III     |
| "J'ouvert" | 2018 | Iridescence        |

### Videoclipes
| Título                                     | Ano  | Álbum              | Diretor        |
| ------------------------------------------ | ---- | ------------------ | -------------- |
| "Bet I"                                    | 2015 | —                  | Henock Sileshi |
| "Dirt"                                     | 2015 | —                  | Tyler Mitchell |
| "Flip Mo" (Merlyn Wood feat. Dom McLennon) | 2016 | All-American Trash | Kevin Abstract |
| "Cannon"                                   | 2017 | —                  | Kevin Abstract |
| "Face"                                     | 2017 | Saturation         | Kevin Abstract |
| "Heat"                                     | 2017 | Saturation         | Kevin Abstract |
| "Gold"                                     | 2017 | Saturation         | Kevin Abstract |
| "Star"                                     | 2017 | Saturation         | Kevin Abstract |
| "Lamb"                                     | 2017 | —                  | Kevin Abstract |
| "Gummy"                                    | 2017 | Saturation II      | Kevin Abstract |
| "Swamp"                                    | 2017 | Saturation II      | Kevin Abstract |
| "Junky"                                    | 2017 | Saturation II      | Kevin Abstract |
| "Sweet"                                    | 2017 | Saturation II      | Kevin Abstract |
| "Follow"                                   | 2017 | —                  | Kevin Abstract |
| "Boogie"                                   | 2017 | Saturation III     | Kevin Abstract |
| "Rental"                                   | 2017 | Saturation III     | Kevin Abstract |
| "Zipper"                                   | 2017 | Saturation III     | Spencer Ford   |
| "J'ouvert"                                 | 2018 | Iridescence        | Spencer Ford   |
| "San Marcos"                               | 2018 | Iridescence        | Spencer Ford   |
| "New Orleans"                              | 2018 | Iridescence        | Spencer Ford   |
| "I Been Born Again"                        | 2019 | Ginger             | Spencer Ford   |
| "If You Pray Right"                        | 2019 | Ginger             | Spencer Ford   |
| "Boy Bye"                                  | 2019 | Ginger             | Spencer Ford   |
| "No Halo"                                  | 2019 | Ginger             | Spencer Ford   |
| "Heaven Belongs To You"                    | 2019 | Ginger             | Kevin Abstract |
| "Dearly Departed"                          | 2019 | Ginger             | Kevin Abstract |